# لیلا (هندوئیسم)
لیلا (انگلیسی: Lila)، تعبیر نمودنِ پیدایش عالم را به نوعی ذوق هنری که موقوف بر تفریح و لعبی عبث است.

## آفرینش
گاهی چنین گفته می‌شود که موضوع آفرینش یک بازی بیهوده و بی‌نتیجه است.

## ودانتا
در مکتب «ودانتا» خلقت و پیدایش عالم را یک نوع ذوق هنری (rasa) تعبیر کرده‌اند. ذوقی که موقوف بر نوعی تفریح و لعبی عبث (Lila) است. آفرینش در حکم نوعی فعالیت هنری است. فعالیتی که منجر به ایجاد یک شاهکار هنری گردد و هدفی جز ارضای حس زیبا طلبی و جمال جوئی نداشته باشد.

## راماکریشنا
راماکریشنا دنیا و تمام گوناگونی‌هایش را بازی یا «لیلا» مادر الهی می‌دید.
راماکریشنا به سلوک عملی بر مبنای فلسفهٔ ودانتا پرداخت و چنان زهد شدیدی را در پیش گرفت که حتی جانش به خطر افتاد. سرانجام آن چنان‌که خود او می‌گوید، به اشارهٔ الههٔ مادر از این زهد سخت دست کشید. وی بعدها بیان کرد که حاصل چنین ریاضت‌هایی، انسان‌هایی منفی، خودخواه، خشک و بی روح است که خود او آن‌ها را "جنانی" (jnānī) به معنای "عارف" می‌خواند. اما از نظر وی انسان کامل "وِجنانی" (vijnānī) یا "عارف کامل" خوانده می‌شود که حقیقت غیر شخصی را شهود کرده و بر این باور است که دنیا "لیلا " (līlā) الههٔ مادر است.
دریافت حقیقت و شناخت هر دو وجه برهمن و شکتی یا به عبارت دیگر ذات ازلی ابدی از یک سو و جنبه‌های نمایشی و «لیلا» همان حقیقت واحداست.